# 大森貞資
大森 貞資（おおもり ていすけ、1862年7月2日（文久2年5月17日） - 1936年（昭和11年）8月16日）は、日本の政治家。衆議院議員（香川県第三区選出、当選1回）。

## 経歴
香川県出身。1880年、愛媛県師範学校（現・愛媛大学教育学部）卒業。小学校訓導、小豆郡書記、土庄町長、香川県会議員、同副議長をつとめる。また、小豆銀行取締役、小豆島の丸金醤油監査役をつとめる。
1923年7月、香川3区から林毅陸の辞職による補欠選挙で立憲政友会公認で立候補して当選する。衆議院議員を1期務め、1924年の第15回衆議院議員総選挙には立候補しなかった。1936年に死去した。